# Compliance (film)
Compliance è un film docu-drama del 2012 scritto, diretto e prodotto da Craig Zobel, basato interamente su fatti realmente accaduti in un McDonald's di Mount Washington (in Kentucky) nel 2004, quando per via telefonica un uomo, spacciandosi per un agente di polizia, convinse diversi impiegati ad abusare di una loro giovane collega.

## Trama
Sandra è la dirigente di un fast food, e un giorno come tanti riceve una telefonata da un agente di polizia di nome Daniels. L'uomo le comunica che una ragazza di nome Becky che lavora nel suo fast food sarà arrestata e portata in centrale, con l'accusa di furto ai danni di un suo cliente. Becky viene quindi chiamata da Sandra, ma nega ogni suo coinvolgimento in un furto. L'agente Daniels consiglia a Sandra di tenere sotto osservazione Becky, affinché non scappi mentre una volante della polizia raggiunge il fast food per arrestarla.
Quella che all'inizio doveva solo essere un controllo in attesa della polizia, però, si trasforma presto in un'escalation di abusi perpetrati dai colleghi di Becky ai suoi danni e sotto l'approvazione del poliziotto Daniels, che si scoprirà presto essere solamente un bugiardo psicopatico.

## Distribuzione
Il film è stato distribuito con un numero limitato di copie nei cinema statunitensi il 17 agosto 2012, mentre in Europa (e più precisamente nel Regno Unito e in Irlanda) il film è stato distribuito nei cinema il 22 marzo 2013.